# Direct Black 38
Direct Black 38 (C.I. 30235) ist ein Trisazofarbstoff  aus der Klasse der Direktfarbstoffe.

## Synthese und Eigenschaften
Die Synthese des Farbstoffs erfolgt durch Tetrazotierung von Benzidin und Kupplung auf m-Phenylendiamin und H-Säure im sauren pH-Bereich. Der entstandene Bisazofarbstoff wird mit diazotiertem Anilin unter alkalischen Bedingungen zum Endprodukt umgesetzt.
Unter reduktiven Bedingungen können die Azogruppen gespalten und damit das karzinogene Benzidin freigesetzt werden. Daher wird auch Direct Black 38 als SVHC (Substances of Very High Concern, deutsch: „besonders besorgniserregende Stoffe“) eingestuft.  

## Verwendung
Direct Black 38 wurde in der Mikroskopie zum Anfärben von Pilzen und anderer biologischer Präparate eingesetzt.

## Regulierung
Über den Safe Drinking Water and Toxic Enforcement Act of 1986 besteht in Kalifornien seit dem 1. Januar 1988 eine Kennzeichnungspflicht, wenn Direct Black 38 in einem Produkt enthalten ist.